# Terrebonne (Oregón)
Terrebonne es un lugar designado por el censo ubicado en el condado de Deschutes en el estado estadounidense de Oregón. En el año 2000 tenía una población de 1.469 habitantes y una densidad poblacional de 125.6 personas por km².

## Demografía
Según la Oficina del Censo en 2000 los ingresos medios por hogar en la localidad eran de $37,674, y los ingresos medios por familia eran $49,375. Los hombres tenían unos ingresos medios de $26,359 frente a los $23,476 para las mujeres. La renta per cápita para la localidad era de $17,698. Alrededor del 7.6% de la población estaban por debajo del umbral de pobreza.